# Elwood Ullman
Pour les articles homonymes, voir Ullman.
Elwood Ullman est un scénariste américain, né le 27 mai 1903 à Memphis, dans le Tennessee, et décédé le 11 octobre 1985 à Hollywood, en Californie (États-Unis).

## Filmographie

### Années 1930
- 1932 : Foiled Again
- 1932 : Hollywood Kids
- 1932 : The Hollywood Handicap
- 1934 : Amour et Sténographie (Public Stenographer) de Lewis D. Collins
- 1937 : New News
- 1937 : The Wrong Miss Wright
- 1937 : Cash and Carry
- 1937 : The Big Squirt
- 1937 : Playing the Ponies
- 1937 : Gracie at the Bat
- 1937 : Man Bites Lovebug
- 1938 : Termites of 1938
- 1938 : Tassels in the Air
- 1938 : The Nightshirt Bandit
- 1938 : Mutts to You
- 1938 : A Doggone Mixup
- 1939 : We Want Our Mummy
- 1939 : Yes, We Have No Bonanza
- 1939 : Saved by the Belle
- 1939 : Calling All Curs
- 1939 : Teacher's Pest

### Années 1940
- 1940 : His Bridal Fright
- 1940 : Mr. Clyde Goes to Broadway
- 1940 : A Plumbing We Will Go
- 1940 : You're Next
- 1940 : Boobs in the Woods
- 1940 : How High Is Up?
- 1940 : The Spook Speaks
- 1940 : No Census, No Feeling
- 1940 : Cold Turkey
- 1941 : So You Won't Squawk
- 1941 : Dutiful But Dumb
- 1941 : Ready, Willing But Unable
- 1941 : Love at First Fright
- 1941 : Host to a Ghost
- 1941 : Some More of Samoa
- 1942 : Cactus Makes Perfect
- 1942 : Matri-Phony
- 1942 : All Work and No Pay
- 1943 : They Stooge to Conga
- 1943 : His Wedding Scare
- 1943 : A Maid Made Mad
- 1943 : Three Little Twirps
- 1943 : Higher Than a Kite
- 1943 : You Dear Boy
- 1943 : Phony Express
- 1943 : Who's Hugh?
- 1944 : To Heir Is Human
- 1944 : Busy Buddies
- 1944 : Mopey Dope
- 1944 : The Kitchen Cynic
- 1944 : Idle Roomers (en)
- 1944 : Gold Is Where You Lose It
- 1944 : Open Season for Saps
- 1944 : She Snoops to Conquer
- 1944 : Chasseurs de fantômes (Ghost Catchers)
- 1945 : Honeymoon Ahead
- 1945 : Idiots Deluxe
- 1945 : Men in Her Diary
- 1946 : Idea Girl
- 1946 : Slappily Married
- 1946 : Susie Steps Out
- 1947 : The Good Bad Egg
- 1947 : Wedding Belle
- 1947 : Wedlock Deadlock
- 1948 : Shivering Sherlocks
- 1948 : Eight-Ball Andy
- 1948 : Pardon My Lamb Chop
- 1948 : Flat Feat
- 1948 : The Hot Scots
- 1948 : Mummy's Dummies
- 1948 : Crime on Their Hands
- 1949 : Fuelin' Around
- 1949 : Waiting in the Lurch
- 1949 : Vagabond Loafers

### Années 1950
- 1950 : Brooklyn Buckaroos
- 1950 : Studio Stoops
- 1950 : Foy Meets Girl
- 1950 : A Snitch in Time
- 1951 : Three Arabian Nuts
- 1951 : Gold Raiders
- 1952 : Harem Girl
- 1952 : Sailor Beware
- 1952 : Deux Nigauds en Alaska (Lost in Alaska) de Jean Yarbrough
- 1952 : Listen, Judge
- 1952 : Ghost Buster
- 1953 : The Stooge
- 1953 : Loose in London
- 1953 : Clipped Wings
- 1953 : Hot News
- 1953 : Private Eyes (en)
- 1954 : Paris Playboys
- 1954 : The Bowery Boys Meet the Monsters
- 1954 : Jungle Gents
- 1954 : Scotched in Scotland
- 1955 : Bowery to Bagdad
- 1955 : Ma and Pa Kettle at Waikiki
- 1955 : Jail Busters
- 1955 : Hot Ice
- 1955 : Sudden Danger
- 1956 : Dig That Uranium
- 1956 : Fighting Trouble (en)
- 1956 : Scheming Schemers
- 1956 : Hot Shots
- 1957 : Chain of Evidence
- 1957 : Footsteps in the Night
- 1957 : Spook Chasers (en)
- 1957 : Guns A-Poppin
- 1957 : Looking for Danger
- 1958 : In the Money
- 1959 : The Bloody Brood
- 1959 : Les Feux de la bataille (Battle Flame)

### Années 1960
- 1961 : Snow White and the Three Stooges
- 1962 : Les Trois Stooges contre Hercule (The Three Stooges Meet Hercules)
- 1962 : The Three Stooges in Orbit
- 1963 : The Three Stooges Go Around the World in a Daze
- 1963 : The Three Stooges Scrapbook
- 1965 : The Outlaws Is Coming
- 1965 : Chatouille-moi (Tickle Me)
- 1965 : Dr. Goldfoot and the Bikini Machine
- 1966 : The Ghost in the Invisible Bikini